# Autumnsong
Autumnsong è un singolo del gruppo musicale gallese Manic Street Preachers, pubblicato nel 2007 ed estratto dall'album in studio Send Away the Tigers.

## Tracce
CD
1. Autumnsong - 3:40
2. Red Sleeping Beauty (McCarthy cover) - 3:14

CD Maxi
1. Autumnsong - 3:40
2. The Long Goodbye - 2:46 (featuring Nicky Wire)
3. Morning Comrades - 3:12
4. 1404 - 2.27

7" Edizione Limitata
1. Autumnsong - 3:40
2. The Vorticists - 3:18 (instrumental)

Download digitale
1. Autumnsong - 3:40
2. La Tristesse Durera (Scream to a Sigh) (Live) - 3:54
3. Autumnsong (Acoustic version) - 3:43
4. Autumnsong (Live) - 3:42
5. Autumnsong (Video) - 3:38